# Departamento del Cauca
Koordinaten: 2° 8′ N, 76° 48′ W
Das Departamento del Cauca ist ein Departamento im Südwesten Kolumbiens. Zu Cauca, das im Westen an den Pazifik grenzt, gehören die Inseln Gorgona (ca. 50 km westlich vor der Küste) und Malpelo (ca. 450 km westlich vor der Küste). Die weiteren Grenzen teilt sich das Departamento im Norden mit Valle del Cauca und Tolima, im Osten mit Huila und Caquetá und im Süden mit Putumayo und Nariño.
Das Cauca zählt zu den Departamentos mit dem höchsten Anteil an indigener Bevölkerung. Hier leben die Völker der Paez (Eigenbezeichnung Nasa), Guambiano und Embera.
Cauca ist eine der ärmsten Provinzen Kolumbiens. In der Landwirtschaft dominieren der Anbau von Mais, Zuckerrohr, Weizen, Bananen, Kaffee und Kartoffeln. Gold, Ölschiefer und Schwefel sind die Bodenschätze Caucas.
In Cauca befinden sich weitläufige Naturparks, unter anderem der Inselnaturpark Gorgona y Gorgonilla.

## Administrative Unterteilung
Das Departamento de Cauca besteht aus 41 Gemeinden, siehe Liste der Municipios im Departamento del Cauca.